# Kispál András
Kispál András (Szolnok, 1964. március 27. –) gitáros, zeneszerző, szövegíró, a Kispál és a Borz zenekar egyik alapítója.

## Pályafutása
Kétéves volt, amikor szülővárosából Pécsre került. A Komarov Gimnáziumban tanult földmérést. A katonaság után egyebek mellett a Gázmű hálózatvizsgálójaként dolgozott.
1987-ben Lovasi Andrással, Ózdi Rezsővel és Bräutigam Gáborral Pécsett megalapította a Kispál és a Borz zenekart, ami 23 éves fennállása alatt 11 stúdióalbumot jelentetett meg.
A Kispál és a Borz zenekar feloszlása után (2010) a Velőrózsák zenekar alapító tagjaként gitározott tovább, azonban a zenekar 2012 októbere környékén bejelentette feloszlását.
2012 után szerepelt a Pécsi Harmadik Színház Hakni Sokk című darabjában.

## Családja
Felesége pedagógus, egy fiuk (Szabolcs) és egy lányuk van.